# Frida Leonhardsen Maanum
Frida Leonhardsen Maanum (16 de juliol de 1999) és una futbolista professional noruega que juga com a migcampista o defensa a l'Arsenal de la FA WSL i a la selecció de Noruega.

## Carrera del club

### 2014–2016: Lightning
Maanum va jugar a futbol juvenil per a Bærumløkka, Stabæk i finalment Lyn. Va formar part d'un talentós equip específic d'edat a Lyn, juntament amb Heidi Ellingsen i Andrea Wilmann, entre d'altres. L'equip va guanyar tant la Dana Cup com la Copa Noruega el 2014. A la tardor de 2014, va debutar amb el primer equip del Lyn a la 1a divisió. Quan tenia 16 anys, el 2015 va estar en una estada d'entrenament al gran club alemany VfL Wolfsburg, on va rebre molt bon feedback.

### 2017: Stabæk
A l'hivern del 2017, va anar a Stabæk a la Toppserien. Va jugar tots els partits del Stabæk a la temporada de primavera, abans que a l'agost s'anunciés la transferència al Linköpings FC suec després de només mitja temporada al Stabæk.

### 2017–2021: Linköpings

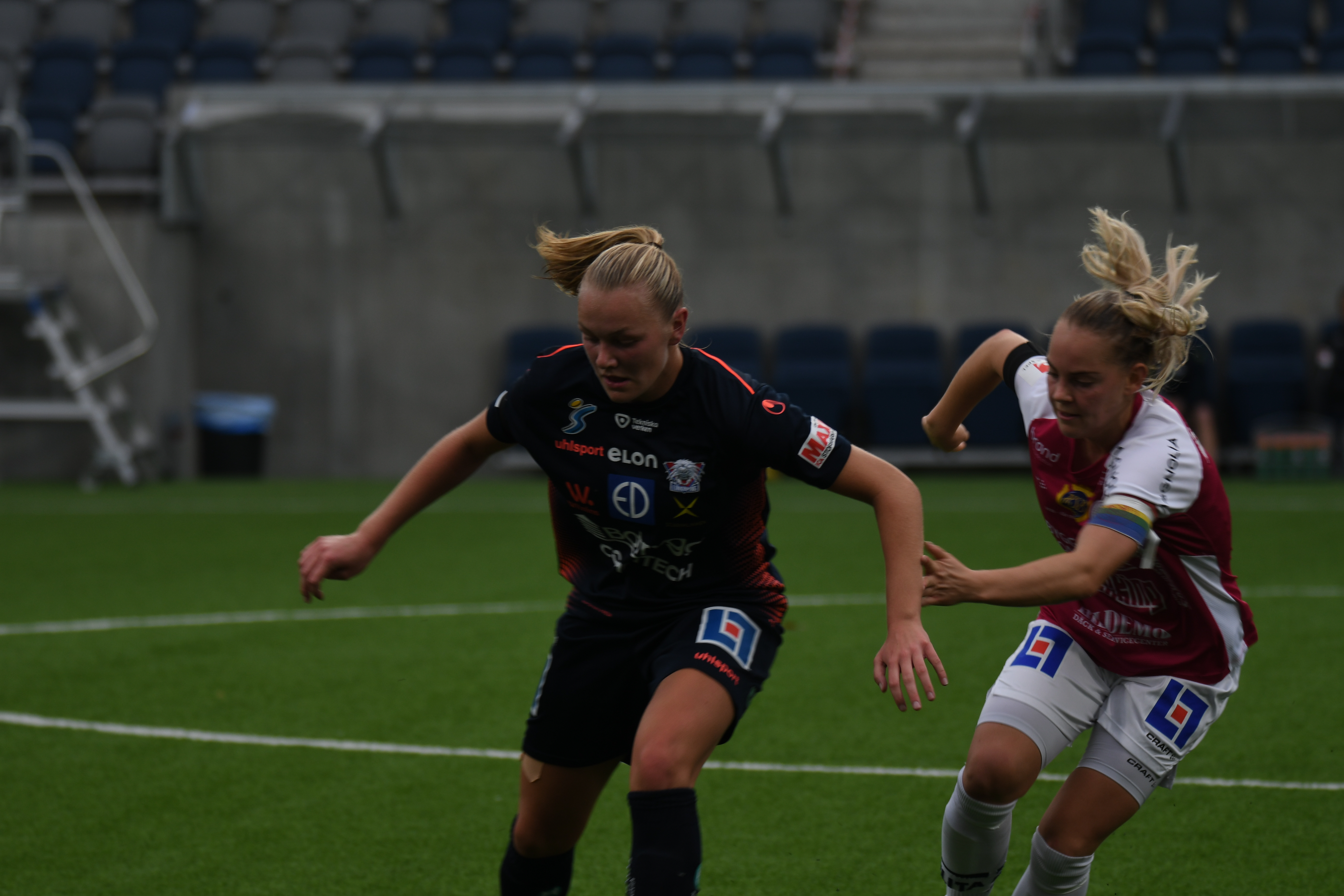
Maanum al Linköpings FC en pertit contra l'IK Uppsala, el 27 de setembre de 2020

Es va incorporar al Linköpings FC a Suècia el 2017, als 18 anys. En la seva primera temporada a Linköping, va ajudar a guanyar el campionat de sèrie a la Damallsvenskan. Es va convertir en una jugadora clau del millor club suec. Va marcar tres gols en deu partits durant la temporada de Damallsvenskan 2021, exercint de capitana del club. Va marcar en el seu darrer partit amb el club el juny de 2021, una victòria per 4-1 sobre Örebro. Abans de la temporada 2021, als 21 anys, va ser nomenada capitana de l'equip. Quan el diari local Corren el maig del 2021 va nomenar les 30 millors jugadores de Linköping de tots els temps, va col·locar Maanum al 14è lloc.

### 2021–: Arsenal
El 27 de juliol de 2021 es va anunciar que Maanum havia signat un acord per unir-se a l'Arsenal de la FA WSL anglesa. Ràpidament es va establir al primer equip del seu nou club i l'entrenador de l'Arsenal, Jonas Eidevall, va declarar: "Sabia que era bona, però era millor del que esperava". El 5 d'octubre de 2021, va marcar el seu primer gol amb l'Arsenal en un partit de Lliga de Campions contra el Barcelona. Tot i un molt bon començament al seu nou club, la primavera següent va tenir molt menys temps de joc. No obstant això, va ser nominada com a "jugadora jove de l'any" a la Super League femenina 2021/22.

## Carrera de la selecció nacional
Maanum ha jugat partits nacionals amb les seleccions sub-16, sub-17, sub-19, sub-23 i absoluta noruega.
Als 17 anys, va ser seleccionada per a l'equip pel Campionat d'Europa de la UEFA 2017 als Països Baixos. En aquest moment, només havia jugat 10 partits al màxim nivell a Noruega. Va debutar a la selecció sènior l'11 de juliol de 2017, quan va començar l'assaig general abans de l'Eurocopa contra França. Menys d'una setmana després, en el seu 18è aniversari, el 16 de juliol de 2017, va començar el partit inaugural de Noruega a l'Euro contra el país amfitrió, els Països Baixos.
L'octubre de 2020, va marcar el gol de la victòria contra Gal·les per classificar Noruega per a l'Eurocopa de 2022.
També va formar part de la selecció de Noruega per al Mundial de França 2019 i l'Eurocopa d'Anglaterra 2022.
El novembre de 2022 va tornar a formar part de l'equip de Noruega que va empatar amb Anglaterra. Les lleones angleses havien estat invictes el 2022 i aquell amistós va ser el seu darrer partit de l'any.

## Vida personal
Maanum manté una relació amb la futbolista sueca Emma Lennartsson.

## Estadístiques

### Club
A 27 May 2023
| Club          | Temporada     | Lliga          | Lliga   | Lliga | Copa    | Copa | Continental | Continental | Total   | Total |
| Club          | Temporada     | Divisió        | Partits | Gols  | Partits | Gols | Partits     | Gols        | Partits | Gols  |
| ------------- | ------------- | -------------- | ------- | ----- | ------- | ---- | ----------- | ----------- | ------- | ----- |
| Lyn           | 2014          | 1. divisjon    | 7       | 0     | 0       | 0    | –           | –           | 7       | 0     |
| Lyn           | 2015          | 1. divisjon    | 20      | 4     | 1       | 0    | –           | –           | 21      | 4     |
| Lyn           | 2016          | 1. divisjon    | 18      | 4     | 0       | 0    | –           | –           | 18      | 4     |
| Lyn           | Total         | Total          | 45      | 8     | 1       | 0    | 0           | 0           | 46      | 8     |
| Stabæk        | 2017          | Toppserien     | 11      | 2     | 2       | 1    | –           | –           | 13      | 3     |
| Linköping     | 2017          | Damallsvenskan | 6       | 1     | 1       | 0    | –           | –           | 7       | 1     |
| Linköping     | 2018          | Damallsvenskan | 22      | 5     | 6       | 2    | 6           | 0           | 34      | 7     |
| Linköping     | 2019          | Damallsvenskan | 22      | 6     | 2       | 0    | 3           | 2           | 27      | 8     |
| Linköping     | 2020          | Damallsvenskan | 20      | 7     | 0       | 0    | –           | –           | 20      | 7     |
| Linköping     | 2021          | Damallsvenskan | 0       | 0     | 1       | 1    | –           | –           | 1       | 1     |
| Linköping     | Total         | Total          | 70      | 19    | 10      | 3    | 9           | 2           | 89      | 24    |
| Arsenal       | 2021–22       | FA WSL         | 21      | 3     | 5       | 0    | 12          | 1           | 34      | 4     |
| Arsenal       | 2022–23       | FA WSL         | 22      | 9     | 5       | 2    | 11          | 5           | 38      | 16    |
| Arsenal       | Total         | Total          | 43      | 12    | 10      | 2    | 23          | 6           | 76      | 20    |
| Total carrera | Total carrera | Total carrera  | 169     | 41    | 23      | 6    | 32          | 8           | 224     | 55    |

### Internacional
Les puntuacions i els resultats indiquen primer el nombre de gols de Noruega, la columna de puntuació indica la puntuació després de cada gol de Maanum.
| No. | Data                   | Lloc                                                     | Oponent          | Puntuació | Resultat | Competició                                                   |
| --- | ---------------------- | -------------------------------------------------------- | ---------------- | --------- | -------- | ------------------------------------------------------------ |
| 1   | 3 de setembre de 2019  | Brann Stadion, Bergen, Noruega                           | Anglaterra       | 1–1       | 2–1      | Amistós                                                      |
| 2   | 8 d'octubre de 2019    | Tórsvøllur, Tórshavn, Illes Fèroe                        | Illes Faroe      | 9–0       | 13–0     | Classificació per a l'Eurocopa Femenina de la UEFA 2022      |
| 3   | 27 d'octubre de 2020   | Cardiff City Stadium, Cardiff, Gal·les                   | Gal·les          | 1–0       | 1–0      | Classificació per a l'Eurocopa Femenina de la UEFA 2022      |
| 4   | 25 de novembre de 2021 | Arena Kombëtare, Tirana, Albània                         | Albània          | 1–0       | 7–0      | Classificació per a la Copa del Món Femenina de la FIFA 2023 |
| 5   | 25 de novembre de 2021 | Arena Kombëtare, Tirana, Albània                         | Albània          | 5–0       | 7–0      | Classificació per a la Copa del Món Femenina de la FIFA 2023 |
| 6   | 30 de novembre de 2021 | Estadi de l'Acadèmia de Futbol d'Erevan, Erevan, Armènia | Armènia          | 4–0       | 10–0     | Classificació per a la Copa del Món Femenina de la FIFA 2023 |
| 7   | 7 d'abril de 2022      | Sandefjord Arena, Sandefjord, Noruega                    | Kosovo           | 3–0       | 5–1      | Classificació per a la Copa del Món Femenina de la FIFA 2023 |
| 8   | 7 de juliol de 2022    | St Mary's Stadium, Southampton, Anglaterra               | Irlanda del Nord | 2–0       | 4–1      | Eurocopa Femenina de la UEFA 2022                            |
| 9   | 15 de novembre de 2022 | Pinatar Arena, Múrcia, Espanya                           | Anglaterra       | 1–1       | 1–1      | Amistós                                                      |
| 10  | 11 d'abril de 2023     | Gamla Ullevi, Göteborg, Suècia                           | Suècia           | 1–1       | 3–3      | Amistós                                                      |
| 11  | 11 d'abril de 2023     | Gamla Ullevi, Göteborg, Suècia                           | Suècia           | 3–3       | 3–3      | Amistós                                                      |

## Honors
Linköping
- Damallsvenskan: 2017

Arsenal
- Copa de la Lliga femenina de la FA: 2022–23[22]

Noruega
- Copa Algarve: 2019